# Nutacja

Ruchy osi planety (nutację oznaczono literą N)

Nutacja (łac. nutatio ‘pochylanie się, chwianie się’) – zjawisko polegające na drganiu osi obrotu ciała poddanego precesji.
Nutacja pojawia się, gdy wirująca bryła nie ma osi symetrii, nie wiruje wokół osi symetrii bądź moment sił działających na bryłę (względem punktu zamocowania) nie jest równy zeru. Drgania nutacyjne występują np. w żyroskopach. Poddana jest im również oś Ziemi. Nutację naszej planety odkrył w 1728 roku angielski astronom James Bradley, którego to zjawiska nie wyjaśniono przez kolejnych 20 lat. Wywoływana jest głównie przez działanie Księżyca. Ponieważ dynamika planet jest bardzo dobrze znana, nutacja obliczana jest w sekundach łuku na przestrzeni wielu dekad. Wartości nutacji są przeważnie dzielone na składowe równoległe oraz prostopadłe do ekliptyki. Składowa zgodna z płaszczyzną ekliptyki (równoległa do płaszczyzny) nazywana jest nutacją na długości, a prostopadła znana jest jako nachylenie nutacji. Systemy o współrzędnych astronomicznych bazują na pojęciach równik oraz równonoc, oznaczających wielki okrąg zakreślany na niebie przez równik Ziemi, oraz linię, równonocy wiosennej przecinającą ten okrąg i określającą początkowy punkt przy obliczaniu rektascensji. Na elementy te wpływa zarówno precesja równonocy, jak i nutacja, więc zależą od teoretycznych podstaw odnoszących się do precesji i nutacji, a także od daty odniesienia względem systemu astronomicznego. Mówiąc prościej, wartości nutacji (oraz precesji) są ważne dla obliczania pozornych pozycji obiektów astronomicznych podczas obserwacji prowadzonych z powierzchni Ziemi.

## Kąt nutacji

Kąt nutacji

Kąt nutacji jest kątem {\displaystyle \theta } między chwilową osią obrotu {\displaystyle \zeta ,} wokół której następuje obrót własny bryły {\displaystyle (\Delta \phi ),} a osią obrotu {\displaystyle z,} wokół której następuje precesja {\displaystyle (\psi ).} Kiedy kąt nutacji jest stały, natomiast prędkość kątowa nutacji wynosi {\displaystyle \theta ,} wówczas występuje precesja regularna.

## Nutacja Ziemi
W przypadku Ziemi głównym źródłem sił pływowych są Słońce i Księżyc, które stale zmieniają swoje względne położenie powodując nutację osi ziemskiej.
Największa składowa nutacji ma okres 18,6 roku, taki sam precesja węzłów orbity Księżyca.
Stała nutacji dla Ziemi wynosi 9,21 sekund łuku.

## Nutacja w świecie roślin
W botanice mianem nutacji określa się koliste ruchy wierzchołków pędów lub wąsów czepnych ułatwiające natrafienie na podporę.